# Family Guy Viewer Mail 2
Family Guy Viewer Mail #2 («По заявкам зрителей, выпуск № 2») — двадцать вторая серия десятого сезона мультсериала «Гриффины». Премьерный показ состоялся 20 мая 2012 года на канале FOX.

## Сюжет
Брайан и Стьюи сидят в комнате, заполненной мешками с письмами. Стьюи говорит, что несколько лет назад по заявкам зрителей был создан эпизод, и теперь к показу готов следующий эпизод, сюжеты которых были основаны на предпочтениях зрителей. Одним из вопросов к героям стало письмо, в котором спрашивали, правда ли это, что идея создания «Гриффинов» основана на «Симпсонах». Но Брайан говорит, что «Гриффины» основаны на популярном британском сериале «Малый из Особняка» («Chap of the Manor»). Начинается первая история.

### История первая
«Chap of the Manor» (Малый из особняка).
Невилл Теллс решает доказать своим друзьям, что он — предок самой Елизаветы II, решая отрезать у последней прядь волос для проведения анализа ДНК. Очень удачно в городе проходит парад, на который приезжает королева. Ухищрения с рекламой стрижки со скидкой для королев не действуют, тогда Невилл с Коллингсвудом крадут полицейский мотоцикл, догоняют Елизавету II, въезжая в туннель. Слышны крики, возгласы: «Королева мертва!» Невил и Коллингсвуд как ни в чём не бывало выходят из туннеля, преследуемые полицией. В конце концов, уже дома Невил признаёт, что он не королевской породы.

### История вторая
«Fatman&Robin» (Толстяк и Робин, в одном из переводов «Фэтмэн и Робин»).
Питер смотрит шоу по телевизору, где пытаются унизить его любимого комика — Робина Уильямса. Питер очень недоволен этим, он выбегает на улицу и говорит, что хотел бы, чтобы все на свете были, как Робин Уильямс. В этот момент в него ударяет молния, Питера срочно отвозят в больницу, где он приходит в себя. Доктор Хартман пытается рассказать Гриффину, что с ним всё будет хорошо, но стоило Питеру прикоснуться к доктору как тот превратился в Робина Уильямса. Питер поначалу принимает это, как дар, но Лоис очень беспокоит это, особенно когда Мег и Крис тоже превращаются в Робинов после прикосновения Питера к ним. Но сам Гриффин решает хорошенько повеселиться — он превращает половину города в Уильямсов, однако его счастье пропадает, когда он нечаянно превращает свою жену и Брайана в Робинов. Лишь Стьюи притворяется уже «превращённым». Питер не знает, что ему делать. Даже попытки покончить с собой не помогают: абсолютно всё, к чему прикасается Питер, превращается в Робина Уильямса. В конце концов, весь Куахог оказывается заселённым разными версиями известного комика. Питер говорит всем, чтобы они уходили прочь и несли радость людям в другие города. Тем не менее, он просит нескольких Робинов остаться «для эксперимента». Итак, Питер сходит с ума: он одевает нескольких Уильямсов в одежду своих членов семьи, отрезает себе руки. Лишь одному Стьюи удалось «спастись», сидя на крыше своего дома.

### История третья
«Point of Stew» (Глазами Стьюи, в одном из переводов — «Точка кипения»).
В этой истории показан день из жизни Стьюи его же глазами. Как он просыпается, чем занимается в детском саду, как ему приходится прокатиться на дне машины Брайана после своей неудачно попытки пошутить. В конце дня Стьюи купается в ванной, играя со своими игрушками. Готовясь ко сну, успевает отправиться в прошлое и предотвратить самоубийство Курта Кобейна. Уже поздно вечером во время чтения Лоис книжки для Стьюи, в дом врывается пьяный Питер, который зовет её в спальню. Когда Лоис и Питер занимаются сексом, Стьюи представляет себе во сне, что они оба рубят дерево, но Лоис приходится воспользоваться «пилой», чтобы довести дело до конца.

## Рейтинги
- Рейтинг эпизода составил 2.6 среди возрастной группы 18-49 лет.
- Серию посмотрело порядка 5.35 миллиона человек.
- Серия стала самой просматриваемой в ту ночь «Animation Domination» на FOX, победив по количеству просмотров новые серии «Симпсонов», «Шоу Кливленда» и «Американского Папаши!».[1]

## Критика
- Отзывы критиков об этом эпизоде были смешанными.
- Кевин МакФарланд из A.V Club дал эпизоду оценку A- для истории «Chap of the Manor», оценку С для «Fatman&Robin», и B- истории «Point of Stew».[2]